# Herman (Nebraska)
Herman je selo u američkoj saveznoj državi Nebraska. Prema popisu stanovništva iz 2010. u njemu je živjelo 268 stanovnika.